# Danowo (powiat piski)
Danowo (niem. Dannowen, 1938–1945 Siegenau) – wieś w Polsce położona w województwie warmińsko-mazurskim, w powiecie piskim, w gminie Biała Piska.
W latach 1975–1998 miejscowość należała administracyjnie do województwa suwalskiego.

## Historia
Wieś powstała w ramach kolonizacji Wielkiej Puszczy. Wcześniej był to obszar Galindii. Wieś ziemiańska, dobra służebne w posiadaniu drobnego rycerstwa (tak zwani wolni), z obowiązkiem służby rycerskiej (zbrojnej). W wieku XV i XVI w dokumentach wieś zapisywana pod nazwami: Danouo, Danuffczicken, Sdanofsky, Danoffs, Danoffen.
Danowo wymieniane było już w 1424 r., jako dobra ziemskie liczące 50 łanów, położone u źródeł rzeki Konopki, nadane były trzem braciom. Osada otrzymała przywilej lokacyjny dopiero w 1480 r., kiedy to nadano 20 łanów m.in. synom Jakuba z Danowa, z obowiązkiem dwóch służb zbrojnych. W 1481 prokurator piski Jan von Helmstedt nadał dodatkowy jeden łan, położony między ostrowem nazywanym Omszadło oraz wsią Bełcząc.